# Sergiy Lagkuti
Sergiy Lagkuti (né le 24 avril 1985 à Simferopol) est un coureur cycliste ukrainien.

## Biographie
Sergiy Lagkuti naît le 24 avril 1985 à Simferopol en République socialiste soviétique d'Ukraine.
Il entre en juin 2013 dans l'équipe ukrainienne Kolss. Le 13 juillet 2014, il remporte sa première victoire sur le sol asiatique en s'imposant lors de la huitième étape du Tour du lac Qinghai.

## Palmarès sur route

### Par années
- 2007[1]
  - Pologne-Ukraine :
    - Classement général
    - 1re étape
- 2008
  - Kirschblütenrennen
- 2009
  - 6e étape du Tour de Bulgarie
- 2010
  - 5e étape du Bałtyk-Karkonosze Tour
  - 3e du championnat d'Ukraine du critérium
- 2012
  - 4e étape du Tour de Bulgarie
  - 3e du championnat d'Ukraine du contre-la-montre
- 2014
  - 8e étape du Tour du lac Qinghai
- 2015
  -  Champion d'Ukraine du contre-la-montre
  - Moscou Cup
  - Horizon Park Race for Peace
- 2016
  - Tour d'Ukraine :
    - Classement général
    - 1re et 2ea (contre-la-montre par équipes) étapes

  - Tour du lac Qinghai :
    - Classement général
    - 6e étape

  - 3e du Tour de Ribas
- 2017
  - 2e étape du Tour d'Ukraine (contre-la-montre par équipes)
  - Tour de Ribas
  - Tour de Bulgarie-Nord :
    - Classement général
    - 1re étape

  - 3e du Tour d'Ukraine
  - 3e de la Horizon Park Classic

### Classements mondiaux
| Année                                 | 2009 | 2010  | 2011 | 2012 | 2013 | 2014 | 2015 | 2016 | 2017 |
| ------------------------------------- | ---- | ----- | ---- | ---- | ---- | ---- | ---- | ---- | ---- |
| Classement mondial                    |      |       |      |      |      |      |      | 224e | 340e |
| UCI Europe Tour                       | 942e | 1064e | nc   | 524e | 894e | 381e | 106e | 457e | 212e |
| UCI Asia Tour                         | nc   | nc    | nc   | nc   | nc   | 169e | 358e | 20e  | 179e |
|                                       |      |       |      |      |      |      |      |      |      |
| Légende : nc = non classéSource : UCI |      |       |      |      |      |      |      |      |      |

## Palmarès sur piste

### Championnats du monde
- Copenhague 2010
  - 16e de l'américaine
- Apeldoorn 2011
  - 11e de la course aux points
  - 11e de la poursuite par équipes
  - 15e de l'américaine
- Minsk 2013
  - 14e de la poursuite par équipes

### Coupe du monde
- 2009-2010
  - 3e du scratch à Manchester
  - 3e de l'américaine à Melbourne
- 2012-2013
  - 2e de l'américaine à Aguascalientes

### Championnats d'Europe
- Pruszków 2010
  -  Médaillé de bronze de l'américaine
- Panevėžys 2012
  -  Médaillé de bronze de la course aux points

### Championnats nationaux
- 2008
  - 3e du championnat d'Ukraine de poursuite